# مركز الملك عبد الله الدولي للمؤتمرات
مركز الملك عبد الله الدولي للمؤتمرات، هو مركز مؤتمرات سعودي، يقع في مدينة جدة، أنشئ بأمر الملك عبد الله بن عبد العزيز، وافتتح في عام 2016.

## مواصفاته
يضم المركز قاعة مؤتمرات رئيسة، إضافة إلى 20 قاعة يتسع بعض منها لأكثر من 600 شخص، كذلك يضم مشروعًا إضافيًا يشتمل على برج يتكون من 18 طابقًا، وفندقًا فخمًا يضم 224 غرفة، فضلًا عن 30 جناحًا ملكيًا عالي المستوى.

## تدشين المركز
في شهر يونيو، 2016، دشن المركز بإقامة القمة الخليجية في قاعاته.